# 新知恩院
新知恩院（しんちおんいん）は、滋賀県大津市伊香立にある浄土宗の寺院。本尊は法然上人立像（鏡御影）。

## 歴史
応仁元年（1467年）に起こった応仁の乱により、浄土宗鎮西義本山知恩院はその戦火に巻き込まれて炎上、大きな被害を受けてしまった。そこで知恩院第22世住持の周誉珠琳は焼け残った仏像、経典、古文書類を避難させようと考え、知恩院に隣接する青蓮院門跡の所領であった近江国滋賀郡伊香立村（現・滋賀県大津市伊香立）に向かった。その際に周誉は自ら法然上人立像を背負って避難している。
周誉や弟子たちは伊香立村上在地にあった浄土宗寺院である金蓮寺に入ったが、しばらくして下在地に新たに寺院を創建し、そこに運んできた仏像、経典、古文書類を置いた。こうして新たな寺院は知恩院に因んで新知恩院と名付けられた。
新知恩院が創建されると周誉は青蓮院門跡尊応から寺家敷地等を安堵されている。
周誉は文明10年（1478年）に知恩院を再興すると、新知恩院に避難させていた物品のほとんどを知恩院に戻したが、法然上人立像は引き続き新知恩院に安置することとした。
江戸時代、新知恩院は北にある八所神社を鎮守社とし、寺領は50石（その内10石は八所神社の分）あった。当初の本尊は阿弥陀如来立像であったが、途中からは鏡御影と呼ばれる法然上人の姿をそのまま映したものとされる法然上人立像に交代させている。

## 伽藍

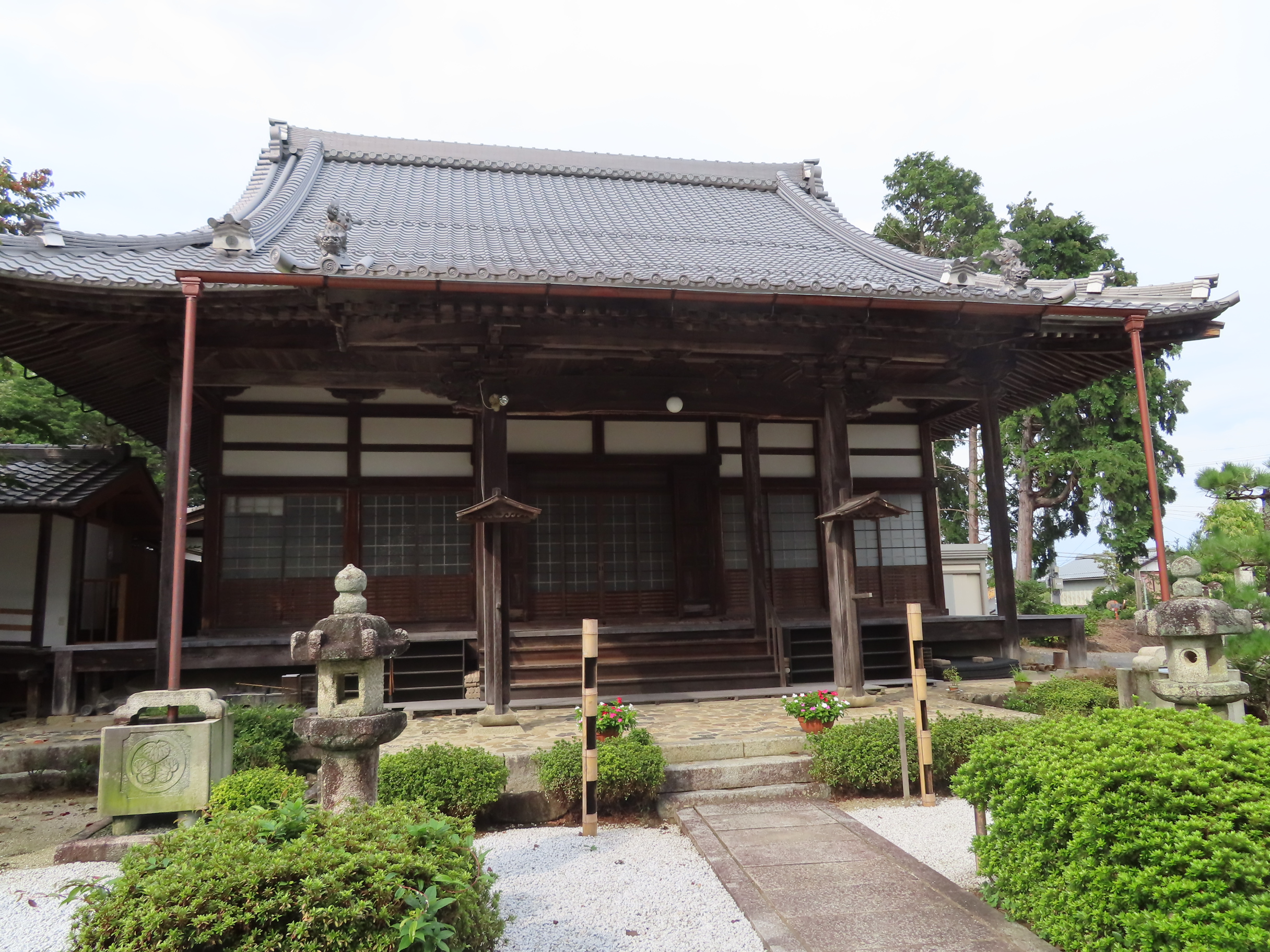
本堂
- 山門
- 鐘楼

- 本堂

## 文化財

### 重要文化財
- 絹本著色阿弥陀二十五菩薩来迎図 - 鎌倉時代
- 絹本著色六道絵 - 中国・南宋時代

### 大津市指定有形文化財
- 十六羅漢図 - 南北朝時代